# Geiseljoch
Geiseljoch är en bergstopp i Österrike.   Den ligger i distriktet Schwaz och förbundslandet Tyrolen, i den västra delen av landet, 400 km väster om huvudstaden Wien. Toppen på Geiseljoch är 2 298 meter över havet.
Terrängen runt Geiseljoch är varierad. Närmaste större samhälle är Wattens, 11,9 km nordväst om Geiseljoch. 
Trakten runt Geiseljoch består i huvudsak av gräsmarker. Runt Geiseljoch är det ganska glesbefolkat, med 42 invånare per kvadratkilometer.